# Formosa do Rio Preto (ort)
Formosa do Rio Preto är en ort i Brasilien.   Den ligger i kommunen Formosa do Rio Preto och delstaten Bahia, i den östra delen av landet, 600 km nordost om huvudstaden Brasília. Formosa do Rio Preto ligger 495 meter över havet och antalet invånare är 14 354.
Terrängen runt Formosa do Rio Preto är huvudsakligen platt. Formosa do Rio Preto ligger nere i en dal. Det finns inga andra samhällen i närheten.
Omgivningarna runt Formosa do Rio Preto är huvudsakligen savann. Trakten runt Formosa do Rio Preto är nära nog obefolkad, med mindre än två invånare per kvadratkilometer.